# Associació Gal·lesa de Futbol
El futbol a Gal·les és dirigit per l'Associació Gal·lesa de Futbol, en gal·lès: Cymdeithas Pêl-droed Cymru; en anglès: Football Association of Wales.
La Federació Gal·lesa de futbol es creà el 1876 a Ruabon (a prop de Wrexham) per iniciativa de Llewelyn Kenrick. És l'encarregada d'organitzar les competicions futbolístiques al país i dirigeix la selecció de futbol de Gal·les.